# Tesla Cybertruck
Tesla Cybertruck – elektryczny samochód osobowy typu pickup klasy wyższej produkowany pod amerykańską marką Tesla od 2023 roku.

## Historia i opis modelu

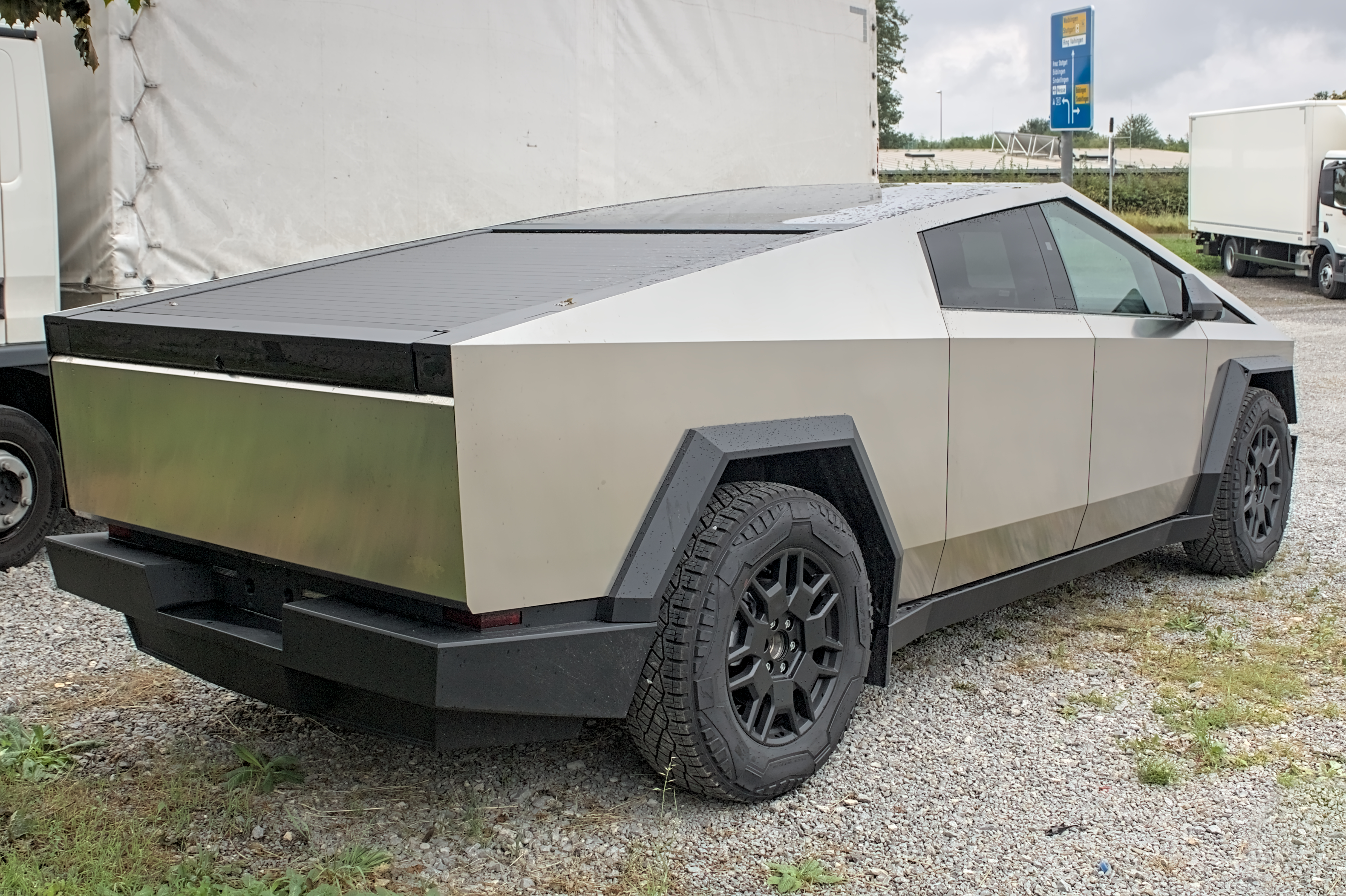
Tesla Cybertruck – tył

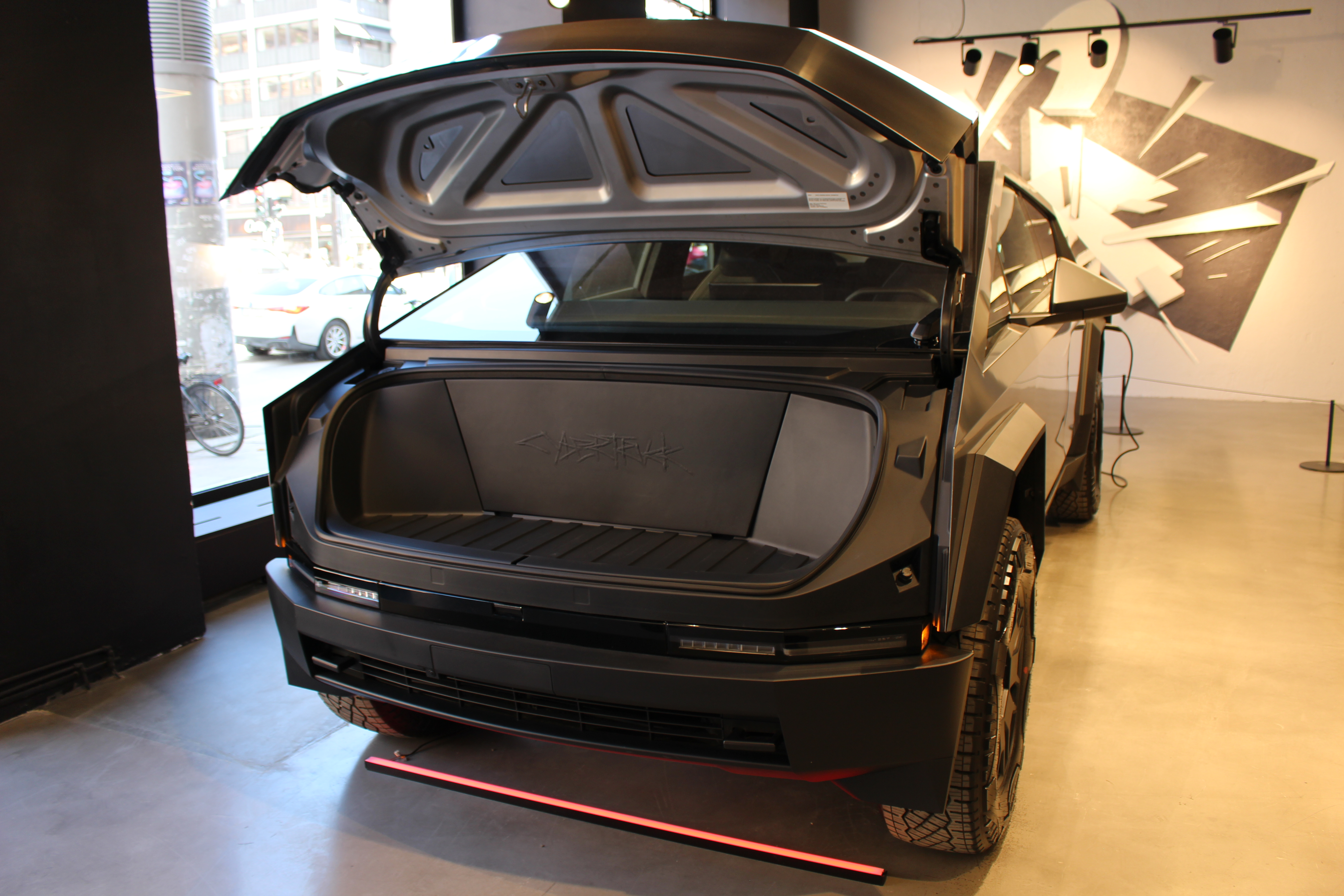
Tesla Cybertruck – przedni bagażnik

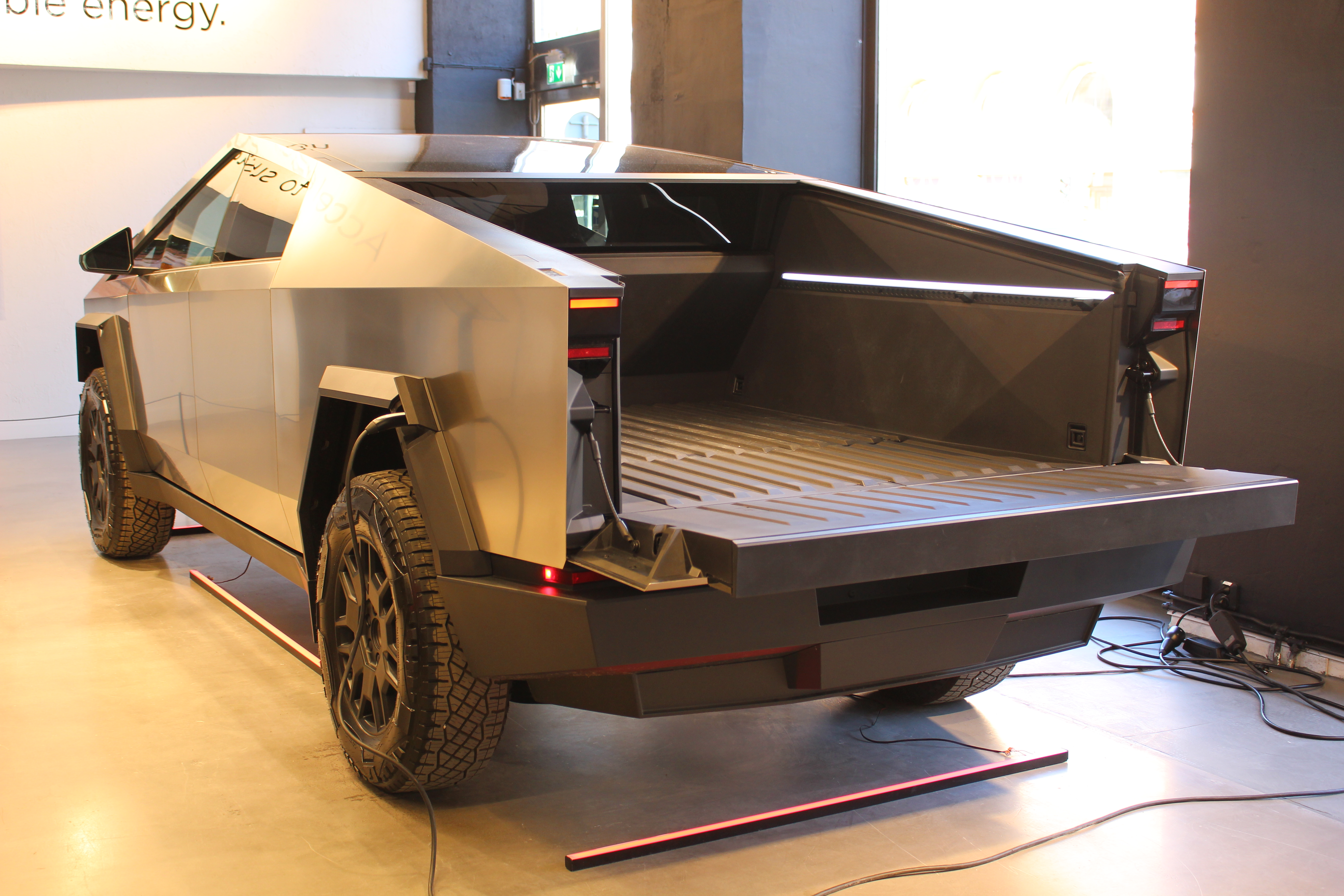
Tesla Cybertruck – tylny bagażnik

### Projekt
Pomysł na opracowanie dużego pickupa o mocnym napędzie elektrycznym został wyrażony przez Elona Muska po raz pierwszy w sierpniu 2012 roku za pomocą jego konta na Twitterze. Ponownie ówczesny prezes Tesli nawiązał do tego pomysłu w lipcu 2013 roku podczas wydarzenia Teslive Event w San Jose, ogłaszając chęć skonstruowania odpowiednika Forda F-Series o napędzie elektrycznym.
Plany związane z prezentacją pickupa nabrały oficjalnego tonu w lipcu 2016 roku, kiedy to Tesla zawarła informacje o przyszłym pickupie, który uwzględniono w planach ekspansji modelowej Tesli. Z kolei w grudniu 2017 roku, ponownie za pośrednictwem Twittera, Elon Musk zapowiedział, że planowany pickup przyjmie postać pełnowymiarowego pojazdu, ponownie za przykład wskazując Forda F-150. W kolejnych miesiącach media motoryzacyjne zaczęły obiegać kolejne wizualizacje łączące cechy wyglądu Modelu S i Modelu X z sylwetką pickupa. Informacje na temat planowanej premiery Elon Musk przedstawił w grudniu 2018 roku, wskazując prawdopodobnie rok 2019.
Na kilka miesięcy przed ostateczną premierą elektrycznego pickupa Tesli, media motoryzacyjne ponownie obiegły liczne wizualizacje i spekulacje. Typowano różne kierunki stylistyczne, w jakich pojazd mógłby zostać wykonany, a także różne nazwy: m.in. Model T, Model B i Model P.

### Studyjny model (2019)
Oficjalna prezentacja prototypu pierwszego w historii Tesli pickupa z napędem elektrycznym odbyła się 21 listopada 2019 roku podczas specjalnego wydarzenia, w którym udział wziął także Elon Musk. Pojazd, wbrew wcześniejszym spekulacjom, przyjął nazwę nie kontynuującą schematu z poprzednich konstrukcji - Cybertruck. Podczas prezentacji doszło do szeroko nagłośnionego później incydentu - Franz von Holzhausen, główny projektant Tesli Cybertruck, chciał zademonstrować wytrzymałość pancernych szyb bocznych w pojeździe. W tym celu rzucił stalową kulką, która jednak poważnie zniszczyła strukturę szyby drzwi kierowcy. Po powtórzeniu tego na mniejszej, tylnej szybie - ta również uległa zniszczeniu. Wywołało to zakłopotanie Elona Muska, który zdecydował się podejść do zdarzenia żartobliwie.

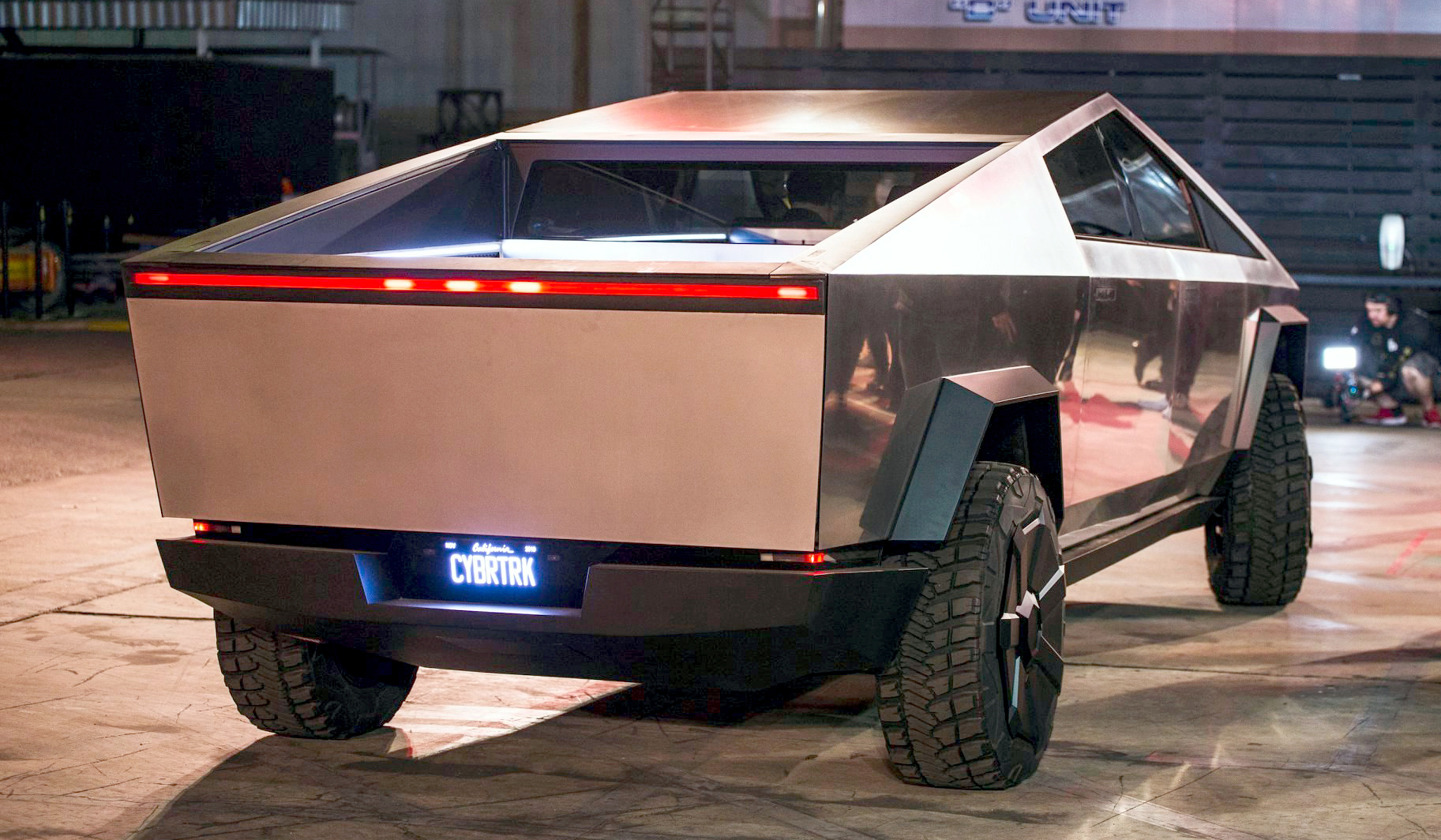
Tesla Cybertruck Concept – tył

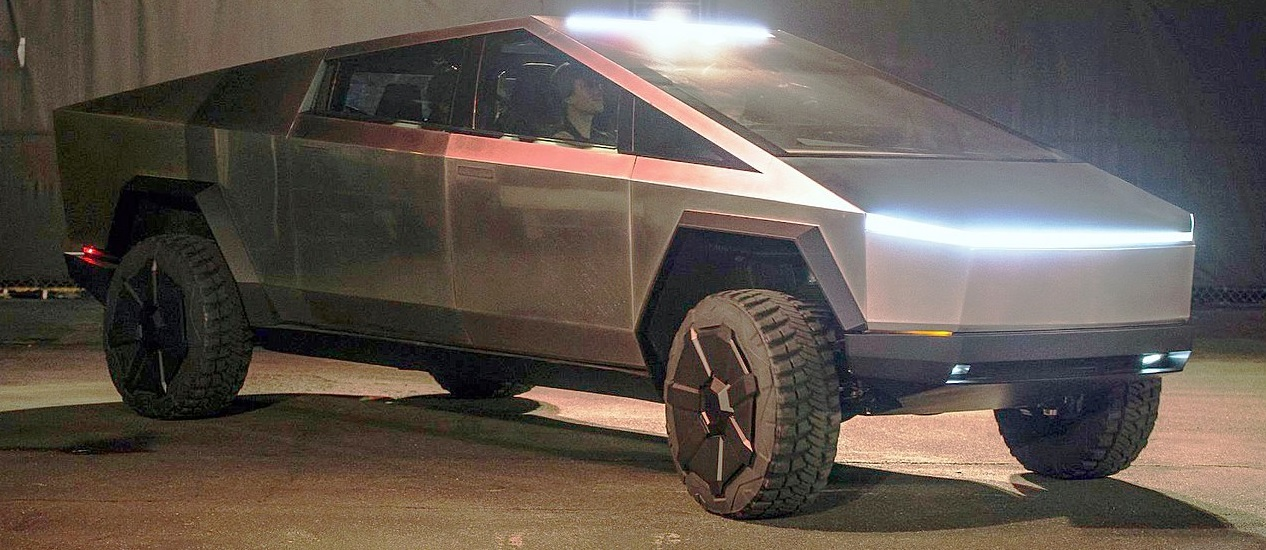
Tesla Cybertruck Concept – sylwetka

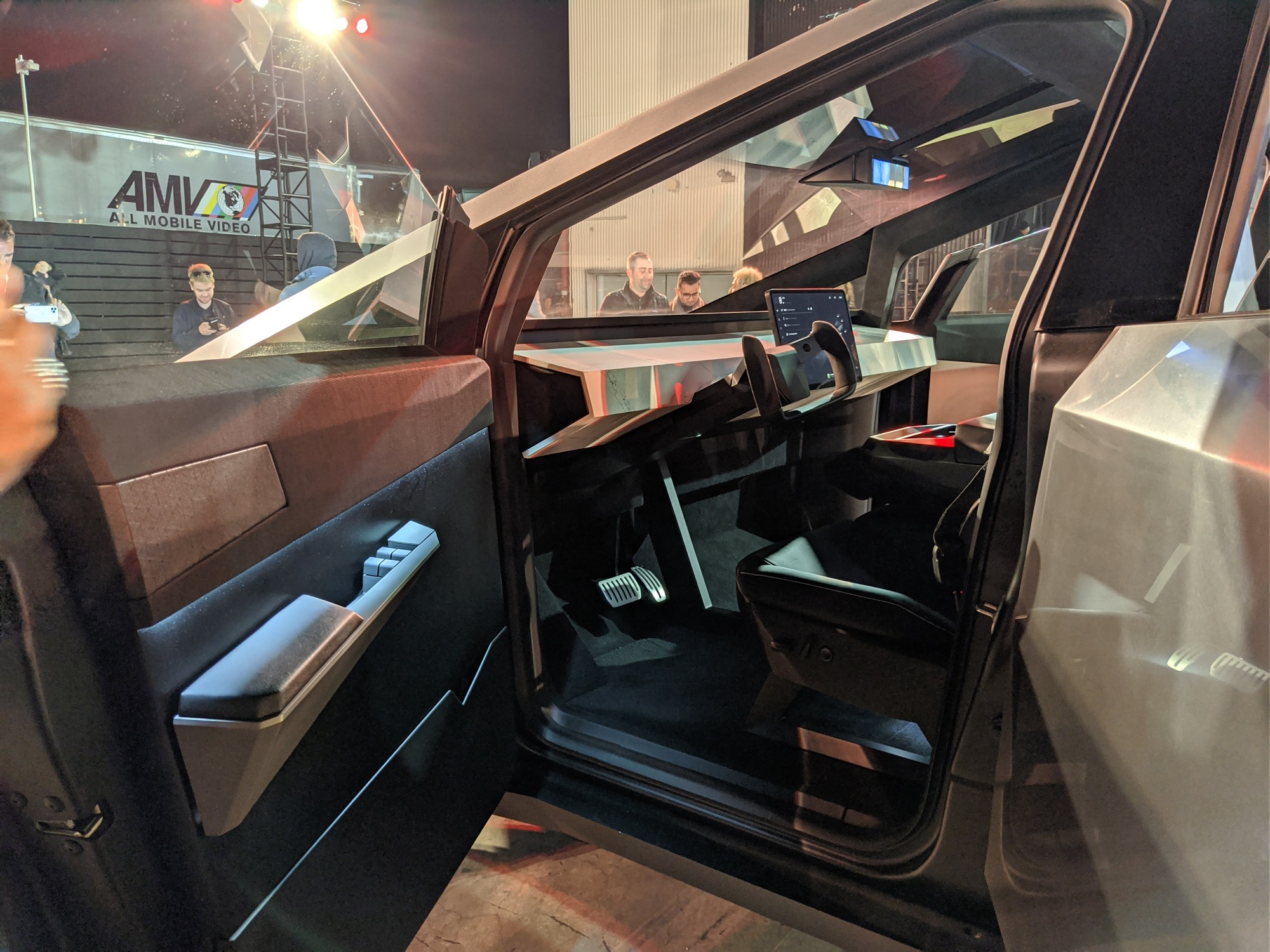
Tesla Cybertruck Concept - kabina pasażerska

Stylistyka bliskiego seryjnej postaci prototypu Tesli Cybertruck z 2019 roku okazała się niczym nie przypominać zarówno pozostałych, wcześniej przedstawionych modeli producenta, jak i internetowych wizualizacji kolportowanych w internecie. Pojazd utrzymano w futurystycznej, awangardowej formule jednej bryły z łączącej ostre linie, na czele ze szpiczastym dachem. Zarówno przednią, jak i tylną część nadwozia zdobi pojedynczy pas oświetlenia, który biegnie przez całą szerokość karoserii. Nadwozie wykonano z niemalowanej stali nierdzewnej, której srebrno-szara, matowa struktura uwydatnia nietypowy kształt pojazdu.
Prezentacja prototypu Tesli Cybertruck jesienią 2019 roku odbiła się szerokim echem nie tylko w branży motoryzacyjnej, ale i w mediach zajmujących się tematyką gadżetów, elektroniki, mody i wydarzeniami ogólnymi. Futurystyczny i nietypowy wygląd pojazdu wywołał szereg kontrowersji i skrajnych emocji, będąc źródłem do dyskusji, a także prześmiewczych i satyrycznych internetowych memów.

### Seryjny model (2023)
Premiera produkcyjnej Tesli Cybertruck odbyła się 4 lata po przedstawieniu prototypu, w grudniu 2023 roku. Pomimo zachowania takich samych futurystycznych kształtów nadwozia, matowo-aluminiowego pokrycia karoserii i ogólnej stylistyki najważniejszych detali, samochód przeszedł szereg kluczowych modyfikacji względem studium z listopada 2019. Przy krawędzi przedniego zderzaka pojawiły się wąskie klosze reflektorów stanowiące uzupełnienie głównej listwy świetlnej. Zastosowano większe, obejmujące większą powierzchnię zderzaki, wprowadzono boczne lusterka, a także zrezygnowano z dodatkowej listwy świetlnej przy górnej krawędzi szyby. Względem prototypu, seryjny Cybertruck jest krótszy, szerszy i niższy, a także ma zmniejszony rozstaw osi. Wpłynęło to na zmianę ogólnych proporcji nadwozia, pomimo zachowania ogólnej koncepcji stylistycznej oryginalnego studium.
Różnice w seryjnym Cybertrucku pojawiły się nie tylko z zewnątrz, ale i w kabinie pasażerskiej. Pierwotna koncepcja 6-osobowej kabiny, po 3 fotele w każdym rzędzie siedzeń, została porzucona na rzecz konwencjonalnego układu 2+3 z masywnym podłokietnikiem z przodu wyposażonym w tacki do indukcyjnego ładowania telefonów i uchwyty na napoje. Do kierowania pojazdem nie wykorzystano też pozbawionego połączenia u góry i spodu wolantu na rzecz ośmiokątnej, zaokrąglonej kierownicy pozbawionej elektronicznego połączenia z przednią osią na rzecz mniejszego zakresu ruchów podczas manewrowania. Centralny, 18,5-calowy ekran zachował funkcję jedynego w kabinie, przejmując funkcję zegarów i systemu multimedialnego.

### Sprzedaż
25 listopada 2019 roku, 4 dni po prezentacji Tesli Cybertruck, Elon Musk ogłosił, że liczba złożonych zamówień na pickupa przekroczyła 200 tysięcy. Do marca 2020 roku ich szacowana liczba wzrosła do ok. 400-500 tysięcy. Tymczasem produkcja seryjnej Tesli Cybertruck miała ruszyć w 2021 roku, z kolei pierwsze egzemplarze miały trafić do klientów pod koniec tego samego roku. Pierwsze drogowe testy przedprodukcyjnych egzemplarzy odnotowano w Los Angeles w grudniu 2019 roku. We wrześniu 2021 Tesla poinformowała, że w związku z m.in. niedoborem półprzewodników początek produkcji Cybertrucka został przełożony z 2021 na koniec 2022 roku. W styczniu 2022 roku amerykański producent ponownie przesunął początek produkcji elektrycznego pickupa, tym razem wskazując rok 2023. Z tego powodu, Cybertruck określany był w amerykańskich mediach jako projektu typu vaporware.
Niespełna 4 lata po prezentacji prototypu, przedprodukcja seryjnego Cybertrucka rozpoczęła się ostatecznie w lipcu 2023 roku w Gigafactory Texas w amerykańskim mieście Austin. Masowa produkcja miała z kolei początek 30 listopada 2023, z dostawami pierwszych egzemplarzy do nabywców, które odbyły się na początku grudnia tego samego roku. Samochód powstał głównie z myślą o rynku amerykańskim. Już po premierze prototypu w 2019 roku kwestionowano możliwość trafienia pojazdu do sprzedaży w Europie. Powoływano się m.in. na obiekcje europejskich agencji bezpieczeństwa punktujących nieprzyjazność kształtu nadwozia wobec pieszych i brak bocznych lusterek. Już po premierze zmodyfikowanego względem prototypu seryjnego Cybetrucka potwierdzono, że samochód i tak nie będzie sprzedawany w Europie, jako powód wskazując głównie niewielki rynek na pickupy w tym regionie.

### Dane techniczne
Podczas prezentacji prototypu z 2019 roku producent sugerował, że Tesla Cybertruck ma być oferowana w dwóch wariantach napędowych. Pierwszy, Dual Motor AWD miał oferować dwa silniki elektryczne napędzające cztery koła, zapewniające sprint od 0 do 100 km/h w ok. 4,5 sekundy i zasięg do 480 kilometrów. Mocniejszy wariant, Tri Motor AWD składać się miał z trzech silników elektrycznych zapewniających sprint do 100 km/h w 2,9 sekundy i prognozowany zasięg ok. 800 kilometrów. 4 lata później, po prezentacji produkcyjnego modelu, zaszły duże zmiany w ostateczniej specyfikacji technicznej oraz rodzajach dostępnych wariantów napędowych.
| ModelSpecyfikacja   | Jeden silnik RWD | Dwa silniki AWD | Trzy silniki AWD |
| ------------------- | ---------------- | --------------- | ---------------- |
| Zasięg (EPA)        | 400 km           | 550 km          | 510 km           |
| Zasięg z Extenderem | Niedostępne      | 760 km          | 710 km           |
| 0-100 km/h          | 6,5 s            | 4,1 s           | 2,6 s            |
| Prędkość max.       | 180 km/h         | 180 km/h        | 210 km/h         |
| Moc                 | 315 KM           | 600 KM          | 845 KM           |
| Moment obrotowy     | Niedostępne      | 1008,1 Nm       | 1396 Nm          |
| Ładowność           | Niedostępne      | 1100 kg         | 1100 kg          |
| Uciąg               | 3400 kg          | 5000 kg         | 5000 kg          |
| W sprzedaży         | od 2025          | od 2024         | od 2024          |